# Смирновка (Чамзинский район)
Смирно́вка  — опустевший поселок в составе Мичуринского сельского поселения Чамзинского района Республики Мордовия.

## География
Находится на расстоянии примерно 19 километров по прямой на север-северо-запад от районного центра поселка  Чамзинка.

## Население
Постоянное население составляло 5 человек (русские 80%) в 2002 году, 0 в 2010 году .